# مارکو بان
مارکو بان (انگلیسی: Marco Ban؛ زادهٔ ۲۶ اوت ۱۹۹۴) بازیکن فوتبال اهل آلمان است.
از باشگاه‌هایی که در آن بازی کرده‌است می‌توان به باشگاه فوتبال اس‌سی فورتونا کلن و باشگاه فوتبال کلن اشاره کرد.